# Leylah Fernandez
Leylah Annie Fernandez (Montréal, 6 settembre 2002) è una tennista canadese di origini filippine e ecuadoriane.
In carriera ha vinto tre titoli su sei finali WTA disputate. Nel 2021 ha disputato la sua prima finale a livello di Grande Slam agli US Open, persa contro la coetanea Emma Raducanu; vanta anche un quarto di finale all'Open di Francia 2022, in seguito al quale ha raggiunto il suo best ranking alla 13ª posizione della classifica mondiale.

## Biografia
Figlia di un ex calciatore, Jorge, ha una sorella più giovane, Bianca Jolie, anche lei tennista. Ha origini ecuadoriane e filippine da parte dei genitori e parla fluentemente l'inglese, il francese e lo spagnolo.

## Carriera

### 2020: esordi, prima finale WTA ed approdo in top 100
Esordisce nel circuito maggiore in Nuova Zelanda, all'ASB Classic di Auckland, dov'è sconfitta da Paula Badosa al primo turno delle qualificazioni. Successivamente prende parte al primo Slam stagionale superando le qualificazioni accede per la prima volta al main-draw in un torneo WTA. Tuttavia, cede a Lauren Davis, la quale si impone con il punteggio di 6–4, 6–2. Decide di partecipare al torneo di Acapulco, dove è costretta a disputare le qualificazioni. Nonostante ciò, la giovane canadese si fa valere approdando alla sua prima finale WTA, in cui perde da Heather Watson, settima testa di serie e di dieci anni più grande, con il punteggio di 6–4, 6(8)–7, 6–1. Resta in Messico per prendere parte al Monterrey Open. Qui si impone al secondo turno su Sloane Stephens, ex campionessa Slam, per 6(4)–7, 6–3, 6–3; viene poi sconfitta da Elina Svitolina, nº 7 del mondo, nei quarti di finale.
La canadese è costretta a fermarsi a causa della pandemia di COVID-19, che blocca il mondo del tennis da marzo ad agosto.
Torna in campo a Lexington, dove passa le qualificazioni. Nel primo turno del main draw elimina Stephens (per la seconda volta quest'anno) prima di cedere a Shelby Rogers. Riesce a qualificarsi anche al Western & Southern Open, eccezionalmente giocato a New York per via della pandemia di covid-19. Passa le qualificazioni ma viene eliminata al primo turno del tabellone principale da Ons Jabeur. Al successivo US Open, centra la prima vittoria in carriera in un main draw dello slam contro l'ex numero 2 del mondo Vera Zvonareva (6–4, 7–5), prima di venir estromessa da Sofia Kenin. Grazie a questo risultato, entra per la prima volta in top-100, alla posizione numero 98.
Si presenta a Roma per iniziare la stagione su terra, straordinariamente giocata a settembre. Nel torneo italiano non passa le qualificazioni, arrendendosi subito a Voegele in tre set. Chiude la stagione giocando al Roland Garros: al primo turno si impone su Magda Linette, al secondo batte Polona Hercog, accedendo per la prima volta in carriera al terzo turno in un major. In questa circostanza, viene superata da Petra Kvitovà (nº 7 del seeding).
Termina la stagione alla posizione numero 88 del mondo, suo best ranking.

### 2021: prima finale Slam a New York, primo titolo WTA, ingresso in Top 25 e cento vittorie in carriera
La canadese inizia l'anno disputando il WTA 500 di Abu Dhabi: esordisce battendo Jasmine Paolini. Al secondo turno, tuttavia, esce contro la slovena Zidansek. Al Grampians Trophy, batte Stephens prima di cedere a Maria Sakkari. Agli Australian Open, perde all'esordio da Elise Mertens. Dopo un secondo turno a Guadalajara (sconfitta da Astra Sharma), partecipa al WTA di Monterrey: al primo turno, elimina la wild-card Coco Vandeweghe, mentre al secondo si impone sulla lucky loser Kristína Kučová. Con la vittoria sulla slovacca Kuzmová  questa volta riesce ad approdare in semifinale dove viene supera a spagnola Sara Sorribes Tormo (testa di serie nº7). Nella finale sconfigge Viktorija Golubic per 6–1, 6–4, conquistando il primo titolo WTA e riuscendo a entrare in top-70.
Dopo questo positivo inizio di stagione, la canadese non trova altri risultati di rilievo nei successivi tornei, non riuscendo mai ad andare oltre il secondo turno. Inverte il trend agli US Open, dove sconfigge Ana Konjuh, e Kaia Kanepi, approdando al terzo turno dello Slam per la prima volta in carriera. Nella circostanza, incrocia la campionessa in carica e nº3 del seeding Naomi Ōsaka su cui s'impone in rimonta per 5–7, 7–6(2), 6–4, centrando il suo primo successo su una top-10 e il suo primo ottavo di finale major. Fernandez supera in tre set anche Angelique Kerber, unica ex-campionessa del torneo rimasta in gara. Nei suoi primi quarti Slam prevale al tie-break del terzo set, punteggio finale dell'incontro 6–3 3–6 7–6(5), su Svitolina. Come la più giovane semifinalista da Marija Šarapova proprio qui nel 2005 (poi raggiunta e superata anche in questo da Emma Raducanu, che è nata due mesi dopo) si impone sulla numero 2 del mondo Aryna Sabalenka sempre in tre set. In finale la canadese si arrende alla britannica Emma Raducanu, proveniente dalle qualificazioni, con il punteggio di 4–6, 3–6. Nella sua strada verso la finale Fernandez ha sconfitto tre giocatrici top 5 (Osaka, Svitolina e Sabalenka) e una tre volte campionessa Slam (Kerber). Grazie agli ottimi risultati scala la classifica mondiale, arrivando alla 28ª posizione.
Torna in campo a Indian Wells: dopo il bye all'esordio, in quanto 23° testa di serie, batte Alizé Cornet, e poi la finalista del Roland Garros Anastasija Pavljučenkova. Agli ottavi viene eliminata da Rogers al tie-break del terzo set.
Termina la stagione al nº24 del mondo, suo nuovo best-ranking.

### 2022: 2º titolo WTA, quarti a Parigi ebest-ranking
Inizia l'anno ad Adelaide, dove sconfigge Alexandrova per poi cedere alla top-10 Iga Świątek. Agli Australian Open delude le aspettative, venendo sconfitta al primo turno dalla nº133 del mondo Maddison Inglis per 4–6, 2–6. Si presenta poi a Monterrey, dove difendeva il titolo vinto un anno primo: da seconda testa di serie elimina Anna Karolína Schmiedlová, e poi si impone al tie-break del terzo su Zheng Qinwen. Ai quarti batte un'altra cinese, Qiang Wang, approdando alla sua prima semifinale dallo US Open. Qui lascia 5 giochi alla brasiliana Haddad Maia (6–1, 6–4). Nella finale supera in rimonta Camila Osorio, con lo score di 6(5)–7, 6–4, 7–6(3), recuperando un break di svantaggio nel terzo set e annullando 4 match-points. Per Fernandez è il secondo titolo WTA della carriera, ottenuto nuovamente nella città messicana. Successivamente, prende parte al torneo di Indian Wells elimina le americane Anisimova e Rogers. Agli ottavi tuttavia si arrende alla campionessa in carica Paula Badosa. A Miami esce subito contro Muchová; stessa sorte a Charleston contro Magda Linette dopo il bye. Prende poi parte alle qualificazioni per la Billie Jean King Cup in cui vince nettamente i suoi due singolari, aiutando il Canada a superare la Lettonia per 4–0, permettendo alla sua nazionale di accedere alla fase finale della competizione. Nei due WTA 1000 su terra di Roma e Madrid non va oltre il secondo round. Al Roland Garros batte in due set Mladenovic e Siniaková mentre al terzo turno si impone su Belinda Bencic. Agli ottavi vince ancora in tre parziali su Anisimova, semifinalista qui nel 2019. Al suo secondo quarto di finale Slam viene fermata dall'italiana Martina Trevisan.
Sul cemento americano, raccoglie un secondo turno a Toronto e un'uscita all'esordio a Cincinnati; allo US Open, dove difendeva la finale del 2021, viene eliminata al secondo turno dalla russa Samsonova. A causa dei punti persi, esce dalla top-30.
Chiude la stagione al nº40 del mondo.

### 2023

#### Singolare: terzo titolo WTA e vittoria alla Billie Jean King Cup
Inizia l'anno centrando i quarti di finale ad Auckland, dove si arrende alla qualificata Ysaline Bonaventure. All'Australian Open, dopo aver battuto Cornet, cede alla top-5 Garcia in due set tirati. In Medio Oriente vince un incontro del main-draw in tre tornei. Ad Indian Wells si ferma al terzo turno (sconfitta ancora da Garcia), mentre a Miami esce al secondo per mano di Bencic.
Sulla terra colleziona un altro secondo turno a Charleston. In aprile porta tre dei cinque punti a favore del Canada nella sfida di qualificazione per la fase finale della Billie Jean King Cup, eliminando il Belgio. Il resto della stagione su terra non regala acuti a Fernandez, che non riesce a difendere nemmeno i quarti al Roland Garros, uscendo al secondo turno contro la qualificata Tauson. A causa degli scarsi risultati esce dalle prime 50 del mondo, finendo ai margini della top-100.
Dopo un secondo turno sull'erba di Wimbledon, disputa un buon torneo a Montréal sul cemento americano, dove sconfigge Stearns e la nº11 del mondo Beatriz Haddad Maia, per poi cedere al terzo round a Danielle Collins. A Cleveland la canadese raggiunge il secondo quarto stagionale, perso contro Tatjana Maria. Allo US Open, viene subito eliminata dalla testa di serie nº22 Aleksandrova. Anche a San Diego non passa il primo turno, battuta da Haddad Maia. Nel WTA 1000 di Guadalajara, la canadese si spinge fino ai quarti di finale contro Sofia Kenin. Grazie al buon risultato, ritorna tra le prime 60 del mondo.
Nella trasferta asiatica non passa le qualificazioni per il torneo di Pechino. A Hong Kong, invece, raggiunge la sua prima finale WTA in oltre un anno, approfittando del ritiro della prima testa di serie Azaranka e sconfiggendo poi Mirra Andreeva, Linda Fruhvirtová e Anna Blinkova. Nella finale supera in rimonta Kateřina Siniaková per 3–6, 6–4, 6–4, conquistando il terzo titolo in carriera nel circuito maggiore. La settimana successiva raggiunge un'altra semifinale in un WTA 250 asiatico, a Nanchang, dove si trova opposta nuovamente a Siniaková: nel match valevole per la finale, questa volta la ceca, futura trionfatrice, ad avere la meglio. Grazie ai buoni risultati Fernandez rientra tra le prime 40 del mondo.
Termina l'anno partecipando alla Billie Jean King Cup: nel primo tie contro la Spagna vince i due singolari, fissando il punteggio finale sul 3-0. Grazie al primo posto nel girone, il Canada si qualifica così alla semifinale della competizione per la prima volta dal 1988. Qui trova la Repubblica Ceca; che ha già vinto 11 titoli. Sotto di 0-1 nel primo singolare, Fernandez riesce a pareggiare con la vittoria su Vondrousova. Nel doppio decisivo in coppia con la recente campionessa nel doppio allo US Open, Gabriela Dabrowski battono Krejčíková/Siniaková, campionesse dell'ultimo Australian Open ed ex numero 1 del mondo della specialità. Il Canada guadagna così la prima finale della storia della competizione. Nel tie finale contro l'Italia, Fernandez regala alle canadesi il punto nel singolare contro Jasmine Paolini, chiudendo la sfida sul 2–0 (dopo la vittoria a sorpresa di Stakusic su Trevisan), permettendo al Canada di vincere la sua prima Billie Jean King Cup.
Termina la stagione al nº35 del mondo.

#### Doppio: prima finale WTA 1000, prima finale slam e top-20
Fernandez raggiunge la sua prima finale WTA in carriera con l'esperta Bethanie Mattek-Sands ad Auckland: le due cedono a Katō/Sutjiadi al super-tiebreak. All'Australian Open, la canadese e l'americana escono all'esordio.
Dopo i quarti a Dubai, ad Indian Wells Fernandez decide di far coppia con un'altra americana, Taylor Townsend: le due vengono eliminate al secondo turno dalle nº1 del tabellone Krejčíková/Siniaková. A Miami le due ottengono un ottimo risultato, eliminando le ex campionesse slam Babos/Mladenovic e due coppie rodate come Kičenok/Ostapenko e Pera/Linette: nella loro prima finale assieme (prima  di livello WTA 1000 per Fernandez), le due perdono il derby continentale contro Coco Gauff e Jessica Pegula, con il punteggio di 6(6)–7 2–6.
Sulla terra, Townsend/Fernandez raggiungono un'altra semifinale di categoria 1000 a Madrid, dove si arrendono alle future campionesse Azaranka/Haddad Maia. Al Roland Garros, accreditate della testa di serie nº10, raggiungono i quarti di finale, i primi per Fernandez in uno slam. Tra le ultime otto, eliminano con un duplice 6–3 alle sorelle Chan, approdando in semifinale, dove si prendono la rivincita su Gauff e Pegula con un netto 6–0, 6–4. Fernandez ottiene così la terza finale della carriera, la prima di livello major: nella circostanza le due si arrendono a Hsieh/Wang in tre set. Grazie allo strepitoso risultato, la canadese raggiunge la 26ª piazza nel ranking.
Dopo un secondo turno a Wimbledon, Fernandez e Townsend raggiungono il secondo quarto slam della stagione allo US Open, dove vengono estromesse da Dabrowski/Routliffe, che poi vinceranno il trofeo.
A ottobre Fernandez affina ulteriormente il suo miglior ranking, arrivando fino alla 17ª posizione della classifica.

### 2024

#### Singolare: 6ª finale WTA
Inizia la stagione alla United Cup: risulta decisiva nel primo tie contro il Cile, vincendo il singolare contro Daniela Seguel e il doppio assieme a Steven Diez; nella seconda sfida contro la Grecia, Fernandez si arrende a Sakkarī, con il Canada che cede il passo per 3–0. Alla fine, il team nordamericano giunge al secondo posto nel girone, non riuscendo ad accedere alla fase successiva della competizione. 
Fernandez di presenta quindi direttamente all'Australian Open e dopo la vittoria sulla qualificata Bejlek, perde da Alycia Parks al secondo round. Nel  WTA 1000 di Doha, la canadese raggiunge i primi quarti di finale della stagione, battendo nel percorso l'ex nº2 del mondo Badosa e la fresca top-10 Zheng, ma poi deve cedere a Elena Rybakina in due set. A Dubai viene eliminata dalla futura campionessa Jasmine Paolini al secondo turno. A San Diego è costretta al ritiro nel corso del suo match d'esordio contro Tatjana Maria. Ad Indian Wells, dopo il bye, viene sconfitta dalla francese Diane Parry. A Miami si ferma al terzo turno contro Pegula.
Sulla terra, esce dopo il bye a Charleston contro Stephens; a Madrid perde al terzo turno dalla top-10 Jabeur. A Roma viene estromessa all'esordio da Bogdan. A Strasburgo non va oltre il secondo turno, superata da Samsonova in tre set. Al Roland Garros, giunge fino al terzo turno contro Jabeur.
Su erba raggiunge i quarti a Birmingham contro Tomljanović. A Eastbourne la canadese imponendosi fra le altre sull'ex nº2 del mondo Krejčíková,  si spinge sino alla semifinale in cui elimina la campionessa in carica Madison Keys, approdando alla sesta finale WTA della carriera, la prima sul verde. In tale circostanza, cede il passo a Dar'ja Kasatkina con il punteggio di 3–6, 4–6.

#### Doppio
Il primo risultato di rilievo della stagione arriva a maggio: nel  WTA 500 di Strasburgo, con Erin Routliffe, Fernandez raggiunge la semifinale, persa contro Muhammad/Sutjiadi per 9–11 al super–tiebreak. Al Roland Garros, la coppia esce al terzo turno contro Kostjuk/Ruse.

## Curiosità
Prima del torneo di casa, a Montrèal, ha lanciato la campagna, attraverso i suoi social media, per trovare un fidanzato. I candidati, vagliati da lei, saranno poi sottoposti al controllo eventuale, di persona, del padre della tennista.

## Statistiche WTA

### Singolare

#### Vittorie (4)
| Legenda              |
| -------------------- |
| Grande Slam (0)      |
| Ori Olimpici (0)     |
| WTA Finals (0)       |
| WTA Elite Trophy (0) |
| Dal 2021             |
| WTA 1000 (0)         |
| WTA 500 (1)          |
| WTA 250 (3)          |

| N. | Data            | Torneo                        | Superficie | Avversaria in finale | Punteggio           |
| 1. | 21 marzo 2021   | Monterrey Open, Monterrey     | Cemento    | Viktorija Golubic    | 6–1, 6–4            |
| 2. | 6 marzo 2022    | Monterrey Open, Monterrey (2) | Cemento    | Camila Osorio        | 6(5)–7, 6–4, 7–6(3) |
| 3. | 15 ottobre 2023 | Hong Kong Open, Hong Kong     | Cemento    | Kateřina Siniaková   | 3–6, 6–4, 6–4       |
| 4. | 27 luglio 2025  | Washington Open, Washington   | Cemento    | Anna Kalinskaja      | 6-1, 6-2            |

#### Sconfitte (3)
| Legenda               | Legenda      |
| --------------------- | ------------ |
| Grande Slam (1)       |              |
| Argenti Olimpici (0)  |              |
| WTA Finals (0)        |              |
| WTA Elite Trophy (0)  |              |
| Dal 2009 al 2020      | Dal 2021     |
| Premier Mandatory (0) | WTA 1000 (0) |
| Premier 5 (0)         | WTA 1000 (0) |
| Premier (0)           | WTA 500 (1)  |
| International (1)     | WTA 250 (0)  |

| N. | Data              | Torneo                               | Superficie | Avversaria in finale | Punteggio        |
| 1. | 29 febbraio 2020  | Abierto Mexicano de Tenis, Acapulco  | Cemento    | Heather Watson       | 4–6, 7–6(8), 1–6 |
| 2. | 11 settembre 2021 | US Open, New York                    | Cemento    | Emma Raducanu        | 4–6, 3–6         |
| 3. | 29 giugno 2024    | Eastbourne International, Eastbourne | Erba       | Dar'ja Kasatkina     | 3–6, 4–6         |

### Doppio

#### Sconfitte (4)
| Legenda              |
| -------------------- |
| Grande Slam (1)      |
| Argenti Olimpici (0) |
| WTA Finals (0)       |
| WTA Elite Trophy (0) |
| Dal 2021             |
| WTA 1000 (2)         |
| WTA 500 (0)          |
| WTA 250 (1)          |

| N. | Data           | Torneo                      | Superficie  | Compagna              | Avversarie in finale         | Punteggio        |
| 1. | 8 gennaio 2023 | ASB Classic, Auckland       | Cemento     | Bethanie Mattek-Sands | Miyu Katō Aldila Sutjiadi    | 6–1, 5–7, [4–10] |
| 2. | 2 aprile 2023  | Miami Open, Miami Gardens   | Cemento     | Taylor Townsend       | Coco Gauff Jessica Pegula    | 6(6)–7, 2–6      |
| 3. | 11 giugno 2023 | Open di Francia, Parigi     | Terra rossa | Taylor Townsend       | Hsieh Su-wei Wang Xinyu      | 6–1, 6(5)–7, 1–6 |
| 4. | 18 agosto 2024 | Cincinnati Open, Cincinnati | Cemento     | Julija Putinceva      | Asia Muhammad Erin Routliffe | 6–3, 1–6, [4–10] |

## Circuito WTA 125

### Doppio

#### Sconfitte (1)
| N. | Data          | Torneo              | Superficie  | Compagna | Avversarie in finale             | Punteggio |
| 1. | 2 maggio 2025 | Catalonia Open, Vic | Terra rossa | Lulu Sun | Bianca Andreescu Aldila Sutjiadi | 2–6, 4–6  |

## Statistiche ITF

### Singolare

#### Vittorie (1)
| Torneo $100.000 (0) |
| Torneo $80.000 (0)  |
| Torneo $60.000 (0)  |
| Torneo $25.000 (1)  |
| Torneo $15.000 (0)  |

| N. | Data           | Torneo                           | Superficie | Avversaria in finale | Score         |
| 1. | 21 luglio 2019 | Challenger de Gatineau, Gatineau | Cemento    | Carson Branstine     | 3–6, 6–1, 6–2 |

#### Sconfitte (2)
| Torneo $100.000 (0) |
| Torneo $80.000 (1)  |
| Torneo $60.000 (0)  |
| Torneo $25.000 (1)  |
| Torneo $15.000 (0)  |

| N. | Data            | Torneo                                        | Superficie | Avversaria in finale     | Score         |
| 1. | 28 luglio 2019  | Challenger Banque Nationale de Granby, Granby | Cemento    | Lizette Cabrera          | 1–6, 4–6      |
| 2. | 20 ottobre 2019 | Waco Showdown, Waco                           | Cemento    | Fernanda Contreras Gomez | 3–6, 6–2, 1–6 |

### Doppio

#### Vittorie (2)
| Torneo $100.000 (0) |
| Torneo $80.000 (0)  |
| Torneo $60.000 (1)  |
| Torneo $25.000 (1)  |
| Torneo $15.000 (0)  |

| N. | Data            | Torneo                                      | Superficie  | Partner         | Rivali in finale                | Risultato   |
| 1. | 20 luglio 2019  | Challenger de Gatineau, Gatineau            | Cemento     | Rebecca Marino  | Hsu Chieh-yu Marcela Zacarías   | 7–6(5), 6–3 |
| 2. | 26 ottobre 2019 | National Bank Challenger Saguenay, Saguenay | Cemento (i) | Mélodie Collard | Samantha Murray Bibiane Schoofs | 7–6(3), 6–2 |

#### Sconfitte (2)
| Torneo $100.000 (0) |
| Torneo $80.000 (0)  |
| Torneo $60.000 (1)  |
| Torneo $25.000 (0)  |
| Torneo $15.000 (1)  |

| N. | Data            | Torneo                                    | Superficie  | Partner          | Rivali in finale                         | Risultato        |
| 1. | 2 novembre 2019 | Tevlin Women's Challenger, Toronto        | Cemento (i) | Mélodie Collard  | Robin Anderson Jessika Ponchet           | 6(7)–7, 2–6      |
| 2. | 24 ottobre 2020 | Jolie Ville Golf Women's, Sharm el-Sheikh | Cemento     | Bianca Fernandez | Veronika Pepeljaeva Anastasija Tichonova | 6–4, 3–6, [6–10] |

## Billie Jean King Cup

### Vittorie (1)
| N. | Data             | Torneo                         | Superficie  | Compagne                                                           | Avversarie in finale                                                                       | Punteggio |
| 1. | 12 novembre 2023 | Billie Jean King Cup, Siviglia | Cemento (i) | Rebecca Marino Marina Stakusic Eugenie Bouchard Gabriela Dabrowski | Jasmine Paolini Martina Trevisan Elisabetta Cocciaretto Lucia Bronzetti Lucrezia Stefanini | 2-0       |

## Grand Slam Junior

### Singolare

#### Vittorie (1)
| Tornei del Grande Slam  |
| ----------------------- |
| Australian Open (0)     |
| Open di Francia (1)     |
| Torneo di Wimbledon (0) |
| US Open (0)             |

| N. | Data          | Torneo                  | Superficie  | Avversario in finale | Punteggio |
| 1. | 8 giugno 2019 | Open di Francia, Parigi | Terra rossa | Emma Navarro         | 6–3, 6–2  |

#### Sconfitte (1)
| Tornei del Grande Slam  |
| ----------------------- |
| Australian Open (1)     |
| Open di Francia (0)     |
| Torneo di Wimbledon (0) |
| US Open (0)             |

| N. | Data            | Torneo                     | Superficie | Avversario in finale | Punteggio |
| 1. | 26 gennaio 2019 | Australian Open, Melbourne | Cemento    | Clara Tauson         | 4–6, 3–6  |

## Statistiche contro giocatrici Top 10

### Testa a testa
Le tenniste in grassetto sono le giocatrici in attività. Nella tabella riportata sono segnati i migliori piazzamenti nella classifica mondiale WTA; le giocatrici possono aver occupato una posizione diversa al momento dell'incontro.
| Giocatrice                     | Vittorie–Sconfitte | V–S % | Cemento     | Terra rossa | Erba      | Ultimo incontro                                               |
| Numero 1 del ranking mondiale  |                    |       |             |             |           |                                                               |
| Viktoryja Azaranka             | 1–0                | 100%  | 1–0         | –           | –         | Vinto (2–6, 6–3, rit.) Prudential Hong Kong Tennis Open 2023  |
| Naomi Ōsaka                    | 1–0                | 100%  | 1–0         | –           | –         | Vinto (5–7, 7–6(2), 6–4) US Open 2021                         |
| Aryna Sabalenka                | 1–0                | 100%  | 1–0         | –           | –         | Vinto (7–6(3), 4–6, 6–4) US Open 2021                         |
| Angelique Kerber               | 1–1                | 50%   | 1–0         | 0–1         | –         | Perso (4–6, 3–6) Giochi Olimpici 2024                         |
| Karolína Plíšková              | 0–1                | 0%    | 0–1         | –           | –         | Perso (2–6, 5–7) Qatar TotalEnergies Open 2023                |
| Caroline Wozniacki             | 0–1                | 0%    | –           | –           | 0–1       | Perso (3–6, 6–2, 5–7) Torneo di Wimbledon 2024                |
| Iga Świątek                    | 0–2                | 0%    | 0–2         | –           | –         | Perso (1–6, 1–6) Dubai Duty Free Tennis Championships 2023    |
| Numero 2 del ranking mondiale  |                    |       |             |             |           |                                                               |
| Vera Zvonarëva                 | 1–0                | 100%  | 1–0         | –           | –         | Vinto (6-4, 7–5) US Open 2020                                 |
| Barbora Krejčíková             | 1–1                | 50%   | 0–1         | –           | 1–0       | Vinto (6–2, 3–6, 6–2) Rothesay International 2024             |
| Paula Badosa                   | 1–3                | 25%   | 1–2         | 0–1         | –         | Vinto (0–6, 6–2, 6–3) Qatar TotalEnergies Open 2024           |
| Petra Kvitová                  | 0–1                | 0%    | –           | 0–1         | –         | Perso (5–7, 3–6) Open di Francia 2020                         |
| Ons Jabeur                     | 0–4                | 0%    | 0–1         | 0–2         | 0–1       | Perso (4–6, 6(5)–7) Open di Francia 2024                      |
| Numero 3 del ranking mondiale  |                    |       |             |             |           |                                                               |
| Sloane Stephens                | 3–1                | 75%   | 3–0         | 0–1         | –         | Perso (4–6, 4–6) Credit One Charleston Open 2024              |
| Elena Rybakina                 | 1–1                | 50%   | 1–1         | –           | –         | Vinto (3–6, 7–6(3), 6–4) Cincinnati Open 2024                 |
| Elina Svitolina                | 1–1                | 50%   | 1–1         | –           | –         | Vinto (6–3, 3–6, 7–6(5)) US Open 2021                         |
| Jessica Pegula                 | 0–2                | 0%    | 0–2         | –           | –         | Perso (5–7, 7–6(1), 6(3)–7) Cincinnati Open 2024              |
| Maria Sakkarī                  | 0–3                | 0%    | 0–3         | –           | –         | Perso (6(2)–7, 3–6) United Cup 2024                           |
| Numero 4 del ranking mondiale  |                    |       |             |             |           |                                                               |
| Belinda Bencic                 | 2–3                | 40%   | 1–3         | 1–0         | –         | Perso (1–6, 1–6) Miami Open 2023                              |
| Bianca Andreescu               | 0–1                | 0%    | 0–1         | –           | –         | Perso (1-6, 4-6) Championnats Banque Nationale de Granby 2018 |
| Sofia Kenin                    | 0–2                | 0%    | 0–2         | –           | –         | Perso (4–6, 7–6(6), 1–6) Guadalajara Open Akron 2023          |
| Caroline Garcia                | 0–3                | 0%    | 0–2         | –           | 0–1       | Perso (6–3, 4–6, 6(6)–7) Torneo di Wimbledon 2023             |
| Numero 5 del ranking mondiale  |                    |       |             |             |           |                                                               |
| Jasmine Paolini                | 3–1                | 75%   | 3–1         | –           | –         | Perso (3–6, 4–6) Dubai Duty Free Tennis Championships 2024    |
| Jeļena Ostapenko               | 0–1                | 0%    | –           | –           | 0–1       | Perso (1–6, 2–6) Torneo di Wimbledon 2021                     |
| Numero 6 del ranking mondiale  |                    |       |             |             |           |                                                               |
| Markéta Vondroušová            | 1–1                | 50%   | 1–0         | 0–1         | –         | Vinto (6–2, 2–6, 6–3) Billie Jean King Cup 2023               |
| Numero 7 del ranking mondiale  |                    |       |             |             |           |                                                               |
| Zheng Qinwen                   | 2–2                | 50%   | 2–2         | –           | –         | Perso (0–6, 6–1, 3–6) Toray Pan Pacific Open 2024             |
| Madison Keys                   | 1–1                | 50%   | –           | 0–1         | 1–0       | Vinto (6–3, 3–6, 6–3) Rothesay International 2024             |
| Danielle Collins               | 0–1                | 0%    | 0–1         | –           | –         | Perso (2–6, 3–6) National Bank Open 2023                      |
| Numero 8 del ranking mondiale  |                    |       |             |             |           |                                                               |
| Emma Navarro                   | 2–1                | 67%   | 2–1         | –           | –         | Vinto (6–2, 6–3) Guadalajara Open Akron 2023                  |
| Karolína Muchová               | 1–1                | 50%   | 0–1         | 1–0         | –         | Vinto (6–1, 4–6, 6–2) Giochi Olimpici 2024                    |
| Dar'ja Kasatkina               | 0–3                | 0%    | 0–1         | 0–1         | 0–1       | Perso (3–6, 4–6) Rothesay International 2024                  |
| Numero 9 del ranking mondiale  |                    |       |             |             |           |                                                               |
| Andrea Petković                | 1–0                | 100%  | –           | 1–0         | –         | Vinto (6–1, 1–6, 6–4) Mutua Madrid Open 2022                  |
| CoCo Vandeweghe                | 1–0                | 100%  | 1–0         | –           | –         | Vinto (6–3, 6–2) Abierto GNP Seguros 2021                     |
| Numero 10 del ranking mondiale |                    |       |             |             |           |                                                               |
| Kristina Mladenovic            | 2–0                | 100%  | 1–0         | 1–0         | –         | Vinto (6–1, 6–2) Mubadala Abu Dhabi Open 2023                 |
| Beatriz Haddad Maia            | 2–2                | 50%   | 2–2         | –           | –         | Perso (3–6, 7–5, 2–6) Cymbiotika San Diego Open 2023          |
| Emma Raducanu                  | 0–1                | 0%    | 0–1         | –           | –         | Perso (4–6, 3–6) US Open 2021                                 |
| Totali                         | 30–46              | 39%   | 24–32 (43%) | 4–9 (31%)   | 2–5 (29%) | Aggiornato al 10 ottobre 2024                                 |

### Vittorie contro giocatrici Top 10
| Stagione | 2020 | 2021 | 2022 | 2023 | 2024 | 2025 | Totale |
| Vittorie | 1    | 3    | 0    | 1    | 2    | 2    | 9      |

| #    | Giocatrice          | Ranking | Evento                         | Superficie  | Turno | Punteggio        | Rank. LFR |
| ---- | ------------------- | ------- | ------------------------------ | ----------- | ----- | ---------------- | --------- |
| 2020 |                     |         |                                |             |       |                  |           |
| 1.   | Belinda Bencic      | 5       | Billie Jean King Cup, Bienne   | Cemento (i) | Q     | 6–2, 7–6(3)      | 185       |
| 2021 |                     |         |                                |             |       |                  |           |
| 2.   | Naomi Ōsaka         | 3       | US Open, New York              | Cemento     | 3T    | 7–5, 6(2)–7, 6–4 | 73        |
| 3.   | Elina Svitolina     | 5       | US Open, New York              | Cemento     | QF    | 6–3, 3–6, 7–6(5) | 73        |
| 4.   | Aryna Sabalenka     | 2       | US Open, New York              | Cemento     | SF    | 7–6(3), 4–6, 6–4 | 73        |
| 2023 |                     |         |                                |             |       |                  |           |
| 5.   | Markéta Vondroušová | 7       | Billie Jean King Cup, Siviglia | Cemento (i) | SF    | 6–2, 2–6, 6–3    | 35        |
| 2024 |                     |         |                                |             |       |                  |           |
| 6.   | Zheng Qinwen        | 7       | Qatar Ladies Open, Doha        | Cemento     | 3T    | 7–5, 6–3         | 38        |
| 7.   | Elena Rybakina      | 4       | Cincinnati Open, Cincinnati    | Cemento     | 2T    | 3–6, 7–6(3), 6–4 | 27        |
| 2025 |                     |         |                                |             |       |                  |           |
| 8.   | Emma Navarro        | 9       | Qatar Ladies Open, Doha        | Cemento     | 2T    | 6–2, 6–2         | 27        |
| 9.   | Jessica Pegula      | 4       | Washington Open, Washington    | Cemento     | 2T    | 6-3, 1-6, 7-5    | 36        |